# Joelia Navalnaja
Julia Borisovna Navalnaja (Russisch: Юлия Борисовна Навальная) (Moskou, 24 juli  1976) is een Russische publiek figuur, econoom, activist en weduwe van de Russische oppositieleider Aleksej Navalny. Ze wordt in de media omschreven als de ‘first lady’ van de Russische oppositie. Na de dood van haar man kondigde ze aan dat ze zijn werk zou voortzetten.

## Biografie
Navalnaja werd op 24 juli 1976 geboren in Moskou, Sovjet-Unie, als Julia Borisovna Abrosimova in de familie van wetenschapper Boris Aleksandrovich Abrosimov (1952–1996). Haar moeder werkte voor het Ministerie van Lichte Industrie, haar ouders scheidden toen Navalnaja in de vijfde klas zat. Haar moeder trouwde voor de tweede keer met een medewerker van het Staatsplanningscomité van de USSR. Navalnaja studeerde af aan de Faculteit Internationale Economische Betrekkingen van de Plechanov Russische Economische Academie, liep later stage in het buitenland. Ze werkte enige tijd bij een bank in Moskou.

### Betrokkenheid bij de politieke carrière van Aleksej Navalny

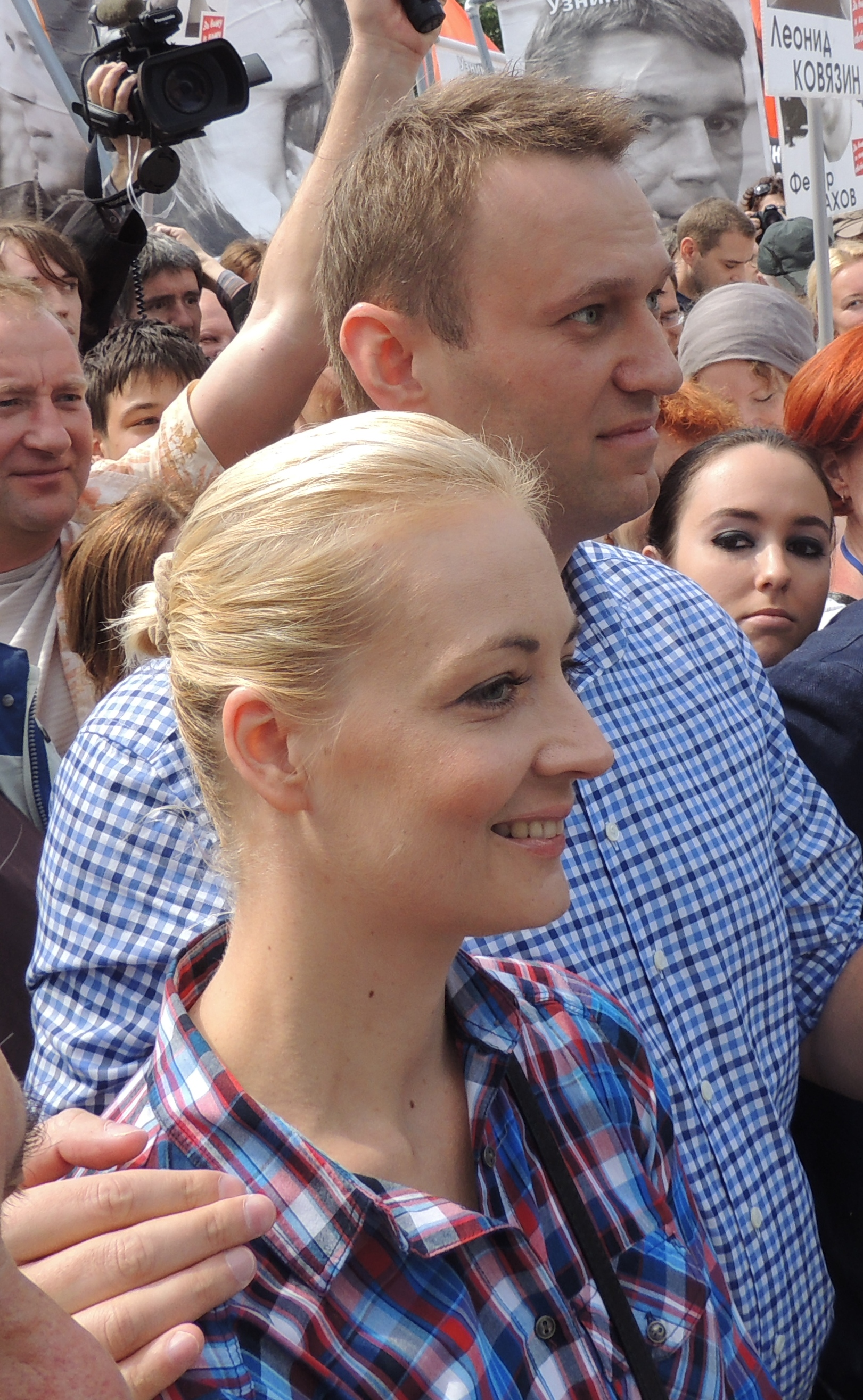
Navalnaja met Aleksej Navalny tijdens een mars van 12 juni 2013 in Moskou

Na 2007 verwierf Navalny bekendheid in Rusland als blogger en oppositiepoliticus. Navalnaja werd de secretaris en assistent van haar echtgenoot. Het gezin Navalny werd zichtbaar bekender, waardoor Navalnaja in de schijnwerpers kwam te staan als de ‘first lady van de Russische oppositie’.  Ze sprak op een aantal bijeenkomsten; ze noemde het hoofd van de Nationale Garde van Rusland Viktor Zolotov, die Navalny in september 2018 uitdaagde voor een "duel", een "dief, lafaard en brutale bandiet".
Navalnaja trok veel publieke aandacht in de nazomer en vroege herfst van 2020, toen haar man met spoed in het ziekenhuis in Omsk werd opgenomen na een vermoedelijke vergiftiging. Ze eiste dat Navalny zou worden vrijgelaten voor behandeling naar Duitsland en wendde zich rechtstreeks tot de Russische president Vladimir Poetin. Nadat Duitse experts de vergiftiging van Navalny hadden bevestigd, zei de Russische arts Leonid Roshal dat er geen giftige stof was gevonden in de monsters van Navalny in Rusland en stelde voor om voor deze kwestie een Russisch-Duits team op te richten. Navalnaja beschuldigde hem ervan 'niet als arts te handelen, maar als stem van de staat'. Ze volgde haar man naar Berlijn en lag naast hem in het Charité- ziekenhuis. Navalny plaatste later een bericht "Joelia, je hebt me gered".
Novaja Gazeta en haar lezers riepen Navalnaja uit tot Held van het Jaar 2020. Belangrijke Europese mediakanalen volgden haar activiteiten op de voet en citeerden haar berichten op sociale netwerken.  
In januari 2021 keerde Navalnaja met haar man terug naar Rusland. Nadat Navalny bij de grenscontrole was aangehouden, legde zij een verklaring af dat de arrestatie en de sluiting van het vliegveld in Vnukovo een uiting waren van angst van de Russische autoriteiten voor Navalny. "Alexei zei dat hij niet bang is", zei ze. '– En ik ben ook niet bang. En ik verzoek jullie allemaal dringend om niet bang te zijn.' Later beschuldigde Navalnaja de veiligheidsfunctionarissen ervan "haar te vervolgen als de vrouw van een vijand van het volk." Ze schreef op Instagram: "Het jaar '37 is aangebroken en we hebben het niet gemerkt." Op 21 januari 2021 kondigde Navalnaja aan dat ze de Russische protesten van 2021 zou bijwonen om de vrijlating van haar echtgenoot te eisen. Op 23 januari 2021 werd ze aangehouden en dezelfde avond nog vrijgelaten.

### Mogelijke politieke toekomst

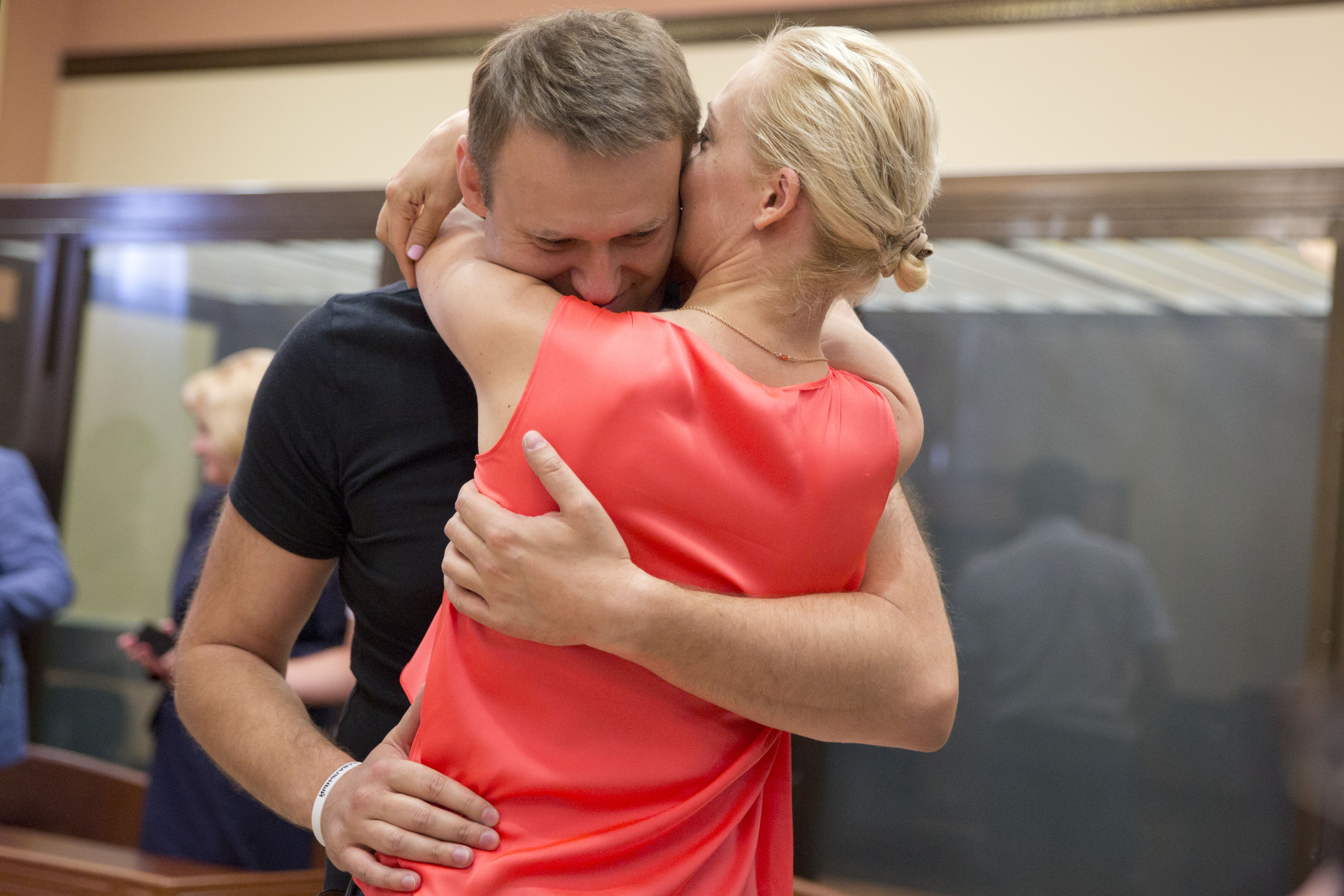
Navalnaja en Navalny omhelzen elkaar na Navalny's vrijlating uit hechtenis na een succesvol beroep bij het parket op 19 juli 2013

In 2015 stond Navalnaja door Echo uit Moskou op de 67e plaats in de top honderd van meest invloedrijke vrouwen in Rusland.
In september 2020, na de vergiftiging van Navalny, verschenen er meningen dat Navalnaja een onafhankelijke politieke rol begon te spelen en de ‘Russische Tsikhanouskaya’ zou kunnen worden – de leider van de hele oppositie.
Politiek analist Konstantin Kalachev zei dat de rol van Navalnaja was veranderd: "Van vrouw van een politicus werd ze zelf politicus"; "Ze heeft charisma en charme, en kan haar man gemakkelijk vervangen als dat nodig is". Politiek strateeg Abbas Gallyamov vergeleek Navalnaja met Corazon Aquino, de vrouw van de belangrijkste oppositieleider op de Filipijnen, die zich verzette tegen het regime van de dictator die twintig jaar regeerde. Er waren ook meningen dat een dergelijke gang van zaken onwaarschijnlijk zou zijn.
In 2020 zei de Russische schrijver Dmitry Bykov dat Navalnaja hem deed denken aan de heldin van Ljoedmila Petroesjevskaja: ze "wordt geconfronteerd met omstandigheden die sterker zijn dan zij, maar een of ander wonder helpt haar het kwaad van de wereld te verslaan."
In januari 2021 dreigde de pro-Kremlin-zender Tsargrad TV intieme bestanden van Navalny te publiceren, tenzij Navalnaja beloofde "geen Tsikhanouskaya te worden in Rusland" en "geen politieke spelletjes te spelen".
Op 16 februari 2024 maakte het Russische gevangeniswezen bekend dat haar man was overleden in de gevangenis in Jamalië, nadat hij een wandeling had gemaakt en zich die ochtend onwel had gevoeld. Navalnaja, die de Veiligheidsconferentie van München had bijgewoond, hield er die avond een toespraak waarin ze verklaarde dat ze niet zeker wist of de berichten waar waren. Ze merkte op dat als haar man was overleden, Poetin en zijn bondgenoten "voor de rechter zullen worden gebracht".
In februari 2024 publiceerde Julia een video online waarin ze verklaarde dat ze van plan was het politieke werk van haar man voort te zetten. "Ik wil in een vrij Rusland leven, ik wil een vrij Rusland opbouwen." Op 28 februari 2024 sprak Navalnaja het Europees Parlement toe, op uitnodiging van parlementsvoorzitter Roberta Metsola. Tijdens haar toespraak beschuldigde ze Vladimir Poetin ervan de moord op haar man te hebben georkestreerd en zei dat de Europese leiders “niet langer saai moeten zijn” en moeten innoveren als ze Poetin willen verslaan.
Van 15 tot 17 maart 2024 waren er presidentsverkiezingen in Rusland. Navalnaja riep haar landgenoten op zich massaal op de laatste stemdag rond 12.00 uur te verzamelen bij de kieslokalen en ongeldig te stemmen, als symbolisch politiek protest tegen de door president Poetin georkestreerde verkiezingen. Duizenden Russen in verscheidene steden gaven gehoor aan oproep.

## Privéleven
In de zomer van 1998 ontmoette Navalnaja tijdens een vakantie in Turkije Navalny, een advocaat en eveneens inwoner van Moskou. In 2000 trouwden zij. Ze beviel van dochter Daria (geboren 2001) en zoon Zakhar (geboren 2008). Ze hielp de ouders van haar man in hun bedrijf met mandenvlechten.  Na 2007 werkte Navalnaja officieel niet meer en noemde zichzelf "de belangrijkste op het gebied van het dagelijks leven en het opvoeden van kinderen". In 2000 sloot Navalnaja zich samen met haar man aan bij de Yabloko- partij  die ze in mei 2011 verliet.